# Cordulegaster
Cordulegaster – rodzaj ważek z rodziny szklarnikowatych (Cordulegastridae).

## Podział systematyczny
Do rodzaju należą następujące gatunki:
- Cordulegaster boltonii (Donovan, 1807) – szklarnik leśny
- Cordulegaster diadema Selys, 1868
- Cordulegaster heros Theischinger, 1979
- Cordulegaster kalkmani Schneider, Vierstraete, Müller, van Pelt, Caspers, Ikemeyer, Snegovaya & Dumont, 2021
- Cordulegaster parvistigma (Selys, 1873)
- Cordulegaster picta Selys, 1854
- Cordulegaster princeps Morton, 1916
- Cordulegaster trinacriae Waterston, 1976
- Cordulegaster vanbrinkae Lohmann, 1993
- Cordulegaster virginiae Novelo-Gutiérrez, 2018